# Théâtre Aleph
Le théâtre Aleph est une compagnie théâtrale fondée le 10 août 1967 au Chili, et dont les références historiques sont Che Guevara, le slogan Peace and love et les Beatles, ainsi que Mai 68 à Paris.
Dans l’univers créatif du théâtre Aleph, la musique et la danse forment une constante. L’univers de Fellini, la poésie de Neruda et le réalisme magique de Garcia Marquez inspirent ses créations. Il mélange dans ses spectacles les acteurs professionnels avec des hommes et des femmes de différents horizons, avec ou sans expérience théâtrale.

## Historique

### 1968–1974
Le théâtre Aleph est fondé en 1967 par Oscar Castro et des étudiants sans formation théâtrale provenant de différentes universités. Leurs maîtres sont Héctor Noguera (Chili), Augusto Boal (Brésil), Jersey Grotoski (Pologne), Jorge Luis Borges (Argentine), Federico Fellini (Italie) et d’autres figures du théâtre mondial qui participent de différentes manières à l’évolution de ce groupe qui correspond à une nécessité théâtrale existant à cette époque. 
Autodidactes, les « aléphiens » inventent un théâtre-fiesta, subversif, corrosif, rempli d’humour et de dérision.
En 1973, le Chili subit le coup d’État et la dictature de Pinochet.

### Dans les camps, 1974–1976
Les évènements que vit le Chili emportent le théâtre Aleph dans les camps de concentration, où l’activité artistique se perpétue comme, par la suite, lors de l’exil en France, développant une technique et une esthétique, le Latin’Actor.
Ainsi, Oscar Castro, arrêté et envoyé en camp de concentration par la DINA, invente à l’intérieur de ceux-ci, les vendredis culturels. Il monte et présente, avec les prisonniers, une pièce par semaine, le public étant toujours le même. Des pièces d’amour, des classiques, des burlesques.

### Exil à Paris, fin 1976 à 1985
À sa sortie des camps en 1976, Oscar Castro est exilé en France à Paris. Le théâtre Aleph est accueilli à la Cartoucherie de Vincennes, invité par Ariane Mnouchkine, qui collabore au montage de la première création, L’Exilé Mateluna, présentée plusieurs mois au Théâtre du Soleil en 1980. « La plus belle pièce sur l’exil », selon Gabriel García Márquez. Cette pièce devient un classique de l’Aleph.
De squat en squat, le théâtre Aleph continue à grandir sous l’impulsion d’Oscar Castro. En 1982 il obtient le prix du meilleur texte et de la meilleure mise en scène pour sa création, La Nuit suspendue aux rencontres Charles Dullin à Villejuif.

### 1986 à 1994, collaboration avec Pierre Barouh
En 1985, Pierre Barouh rencontre Oscar Castro et se met à travailler avec lui et son théâtre jusqu’en 1993. Ils coécrivent quatre pièces :
- Le Kabaret de la dernière chance[4]
- La maison accepte l’échec
- Malenke
- La Tralalaviatta

Le théâtre Aleph se produit au Zèbre, aux Étoiles, et au Bataclan. 

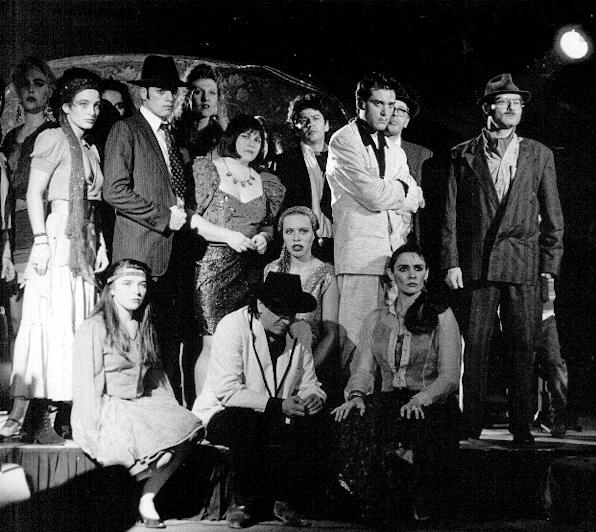
Christophe Colomb Superstar à Ivry-sur-Seine en 1992

En 1992, Aleph présente le premier Festival du Théâtre des gens et des métiers. Avec ce nouveau concept, Oscar Castro crée une démarche de théâtre social en direction des exclus, et des métiers. Il fait jouer des gens, de même métier ou de même statut, dans une pièce qu’il crée avec eux, sur le thème de leur vie.

### Dans son lieu, à partir de 1996
En 1995, le théâtre Aleph s’installe dans son propre lieu, à Ivry-sur-Seine, 30 rue Christophe Colomb, dans une ancienne usine de cartons. 
De 1996 à 1999, Pierre Richard travaille comme acteur avec Oscar Castro et sa compagnie, dans deux pièces : Meurtre à Valparaiso et Il était une fois un roi, jouées à Ivry, à Paris, en province, ainsi qu’en Belgique, Russie, Sibérie, et Chili.
En 2000 est créée l’école du théâtre Aleph, le Latin’Actor. Des ateliers de théâtre dont le principe est de travailler puis de jouer avec les participants, comédiens amateurs et professionnels, une pièce du répertoire Aleph, ou une création, à l’affiche plusieurs semaines dans le théâtre.
2003 est l'année de la première collaboration avec Adel Hakim, directeur du théâtre des Quartiers d'Ivry (TQI, CDN d’Ivry), qui met en scène la pièce Le 11 septembre de Salvador Allende,.
En 2009, une deuxième collaboration avec Adel Hakim a lieu autour de la création de La Nébuleuse Vie de José Miranda, d’Oscar Castro.

## Un lieu d'accueil
Le théâtre Aleph accueille des artistes français et latino-américains. Nombre d'entre eux s'y sont déjà produits dont :
- Maryse Aubert
- Héctor Noguera[9]
- Les Quilapayún
- Les Inti Illimani historico
- Isabel Parra
- Queta Ribero
- Cie Lluvia de luz
- L’Absolu Théâtre
- Compagnie à l’affût
- Mariana Montalvo
- Karumanta de Patagonie
- Diana Rojas
- Céleste Sadir
- Cantaro
- Wladimir Beltran et Sur Moreno
- Pajaro Canzani et ses invités : La Jose, Niuver et Raul Paz
- Mimi Koslowsky
- Francisco Villa
- Nancy Murillo
- Les grandes bouches : Le bal républicain

## Répertoire
Les pièces sont essentiellement de Oscar Castro.
- 2011 : OTNI – Objet théâtral non identifié (pièce - représentations : France)
- 2010 : Les Porteurs d’eau (pièce - représentations : Ivry, Festival de Corbarieu)
- 2009 : La Nébuleuse Vie de José Miranda[10], mise en scène de Adel Hakim (pièce - représentations : France)
- 2008 : Le Bazar hindou (pièce - représentations : France)
- 2007 : Hasta la vida siempre ! (pièce - représentations : France, Belgique, Chili)
- 2005 : La Plume du corbeau (monologue - représentations : France, Chili)
- 2004 : Pablo Neruda, ainsi la poésie n’aura pas chanté en vain (pièce - représentations : France, Belgique, Chili)
- 2003 : Le 11 septembre de Salvador Allende, mise en scène de Adel Hakim (pièce - représentations : France, Belgique, Chili)
- 2001 : Comme si de rien n’était (pièce - représentations : France, Chili)
- 2000 : Le criminel revient toujours sur le lieu du crime (pièce - représentations : France)
- 1998 : Le Che que j’aime (pièce - représentations : France)
- 1996 : Meurtre à Valparaiso (pièce - représentations : France, Belgique, Russie, Ukraine, Chili)
- 1995 : Le Mambo de Monsieur Paul (pièce - représentations : France)
- 1994 : Le Club des Boléros (pièce - représentations : France, Chili)
- 1993 : Réellement chaud (pièce - représentations : France, Chili)
- 1992 : Christophe Colomb Superstar (pièce - représentations : France)
- 1991 : Malenke de Oscar Castro et Pierre Barouh (pièce - représentations : France, Chili)
- 1989 : La Tralalaviata de Oscar Castro et Pierre Barouh (pièce - représentations : France)
- 1987 : La maison accepte l’échec[11] de Oscar Castro et Pierre Barouh (pièce - représentations : France, Chili)
- 1986 : Le Kabaret de la dernière chance de Oscar Castro et Pierre Barouh (pièce - représentations : France, Chili, Japon)
- 1985 : Sauve qui peut l’amour latin arrive (pièce - représentations : France)
- 1984 : Talca, Paris et Broadway (pièce - représentations : France)
- 1983 : Il était une fois un roi (pièce - représentations : France, Chili)
- 1982 : La Nuit suspendue (prix du meilleur texte et de la meilleure mise en scène, Rencontres Charles Dullin de Villejuif, France)
- 1980 : L’Incroyable et Triste Histoire du Général Peñalosa et de l’Exilé Mateluna[12] (pièce - représentations : France, Switzerland, Belgium, UK, Holland, Sweden, New York Shakespeare Festival, Canada, Cuba, Mexico, Chile)
- 1975 : Sálvense quien pueda, Casimiro Peñafleta Preso Político (monologue - représentations : Chili)
- 1974 : La Trinchera del Supertricio (Chili)
- 1972 : Vida, Pasión y Muerte de Casimiro Peñafleta (monologue - représentations : Chili, France)
- 1971 : Erase una vez un rey (représentations : Chili, France, Belgique)

« Il était une fois un roi » (Erase una vez un rey) est devenu un « classique » en Amérique latine tout comme en Espagne. Elle a également été jouée au Canada, Belgique, Suisse, France. Cette pièce est régulièrement présentée par des compagnies théâtrales tant dans les festivals de théâtre que dans les collèges ou lycées, lors de rencontres philosophiques ou dans les prisons. Des compagnies latino-américaines ou espagnoles se sont approprié la pièce et ont obtenu des prix dans des festivals de théâtre.